# 林涌
林涌（1969年10月—）,经济学博士，现任海通国际证券集团有限公司（股份代号：665hk）副主席及行政总裁。

## 简介
林涌博士曾就读于厦门大学法学院，西安交通大学经济金融学院，在投资银行业拥有超过20年经验。林涌于1996年加入海通证券股份有限公司。
林涌自2007年起担任海通国际控股有限公司（前称“海通（香港）金融控股有限公司”）行政总裁，负责海通证券股份有限公司海外业务的发展。2009年主持收购香港大福证券之后，任为海通国际证券集团有限公司执行董事及联席行政总裁，并于2011年4月起开始担任集团副主席兼行政总裁。